# أتزارا
أتزارا، (بالإنجليزية: Atzara)‏، (سردينيا: Atzàra)، هي بلدية في مقاطعة نوورو، في المنطقة الإيطالية سردينيا، وتقع على بعد حوالي 90 كيلومترا (56 ميل) إلى الشمال من كالياري، وحوالي 45 كيلومترا (28 ميل) جنوب غرب نوورو.

## السكان
تطور النمو السكاني لـ أتزارا